# 五極真空管

間接加熱カソードクラスの五極管を表すグラフィック・シンボル。 上から順に、アノード、サプレッサー・グリッド、スクリーン・グリッド、制御グリッド、カソード。

五極真空管（ごきょくしんくうかん、以下、五極管　英：Pentode）とは、5つの電極を持つ電子部品のことである。
1926年にジル・ホルストとベルナルト・D・H・テレゲンが発明した3つの制御グリッドを有する増幅真空管または熱電子管を指すことが多い。

## 概要
五極管（文献によっては三格子電極増幅器と呼ぶ）はスクリーン電極管またはシールド電極管（四電極管の一種）から、スクリーン電極とアノード電極の間にグリッドが追加されて発展したものである。スクリーン・グリッド管は、アノードから電子が二次放出されるため、アンプとしての性能に限界があったが、この追加グリッドをサプレッサー・グリッドという。サプレッサー・グリッドは通常、カソードの電位かその近辺で動作し、アノードからの二次放出電子がスクリーン・グリッドに達するのを防ぐ。サプレッサー・グリッドの追加により、増幅器動作において五極管のアノードから得られる出力信号振幅は、同じアノード供給電圧のスクリーングリッド管のアノードからよりはるかに大きいものとなる。五極管は、1960年代から1970年代にかけて、電子機器用に広く製造・使用されたが、その間に、トランジスタが真空管に代わった。21世紀の第1四半期には、高出力無線機、楽器アンプ（特にギター）、ホームオーディオ、ニッチ市場向けに少数の五極管が生産されている。

## 五極管のタイプ

### 通常の五極管
通常の五極管は、シャープ・カットオフまたはハイ・スロープ五極管と呼ばれ、コントロール・グリッドの開口サイズが均一である。コントロール・グリッドが均一な構造であるため、増幅率（μ、ミュー}とトランスコンダクタンスは、グリッド電圧が負になるにつれてほとんど変化せず、アノード電流がかなり急激に遮断される。これらの五極管は、コントロール・グリッド上の信号とバイアスの限られた範囲で動作するアンプ設計への応用に適している。例えば、以下のようなものがある：EF37A、EF86/6267、1N5GT、6AU6A、6J7GT。常にではないが、ヨーロッパでの五極管の真空管命名体系では、偶数はシャープ カットオフ デバイスを示し、奇数はリモート カットオフを示す。 EF37 は、おそらく EF36 の更新版としての歴史のため、この一般的な傾向の例外であり、おそらくEF36の更新版としての歴史によるものであろう（真空管博物館の「The Mullard EF36、EF37、EF37A」）。

### リモート・カットオフ五極管、スーパー・コントロール五極管
リモート・カットオフ五極管、スーパー・コントロール五極管は、陽極電流を遮断することなく、通常の五極管よりもはるかに大きな信号電圧とバイアス電圧をコントロール・グリッドで扱うことができる。可変ミュー五極管の制御グリッドは、制御グリッド電圧がカソードに対して負に増加するにつれて、制御グリッド電圧の所定の漸増変化がアノード電流の変化に与える影響が少なくなるように構成されている。制御グリッドは多くの場合、ピッチが変化するらせん形をしている。制御グリッド電圧がマイナスになるほど、管の増幅率は小さくなります。可変ミュー五極管は、歪みと相互変調（インターモジュレーション）を低減し、通常の五極管よりもはるかに大きなアンプのダイナミック・レンジを可能にする。可変ミュー五極管は、ラジオ受信機の高周波増幅段に最初に適用され、典型的には自動利得制御付きで、信号電圧と制御電圧の大きな変動に対して動作する能力を必要とする他の用途にも適用されている。最初に市販された可変ミュー五極管は、1932年のRCA 239と1933年のMullard VP4である。

### パワー五極管、またはパワーアンプ五極管
パワー五極管、またはパワーアンプ五極管は、通常の五極管よりも大電流、高温、高電圧で動作するように設計されている。パワー五極管のカソードは、負荷インピーダンスで所望のパワーを生成するために必要な電流を管に流すのに十分な電子放出ができるように設計されている。パワー五極管のアノードまたはアノードは、通常の五極管よりも多くの電力を放散できるように設計されている。EL34、EL84、6CL6、6F6、6G6、SY4307A、6K6GTは、電力増幅用に設計された五極管の一例である。特定のテレビの要求のためのいくつかのパワー五極管があった：
- ビデオ出力五極管（15A6/PL83、PL802など）。
- PL84や18GV8/PCL85の五極管セクションのような、フレーム出力または垂直偏向五極管。
- PL36、27GB5/PL500、PL505などのライン出力または水平偏向五極管。

### 三極五極管
「三極五極管」とは、ECF80やECL86のように、三極管と五極管の各電極のセットが1つの管に封止されている真空管である。

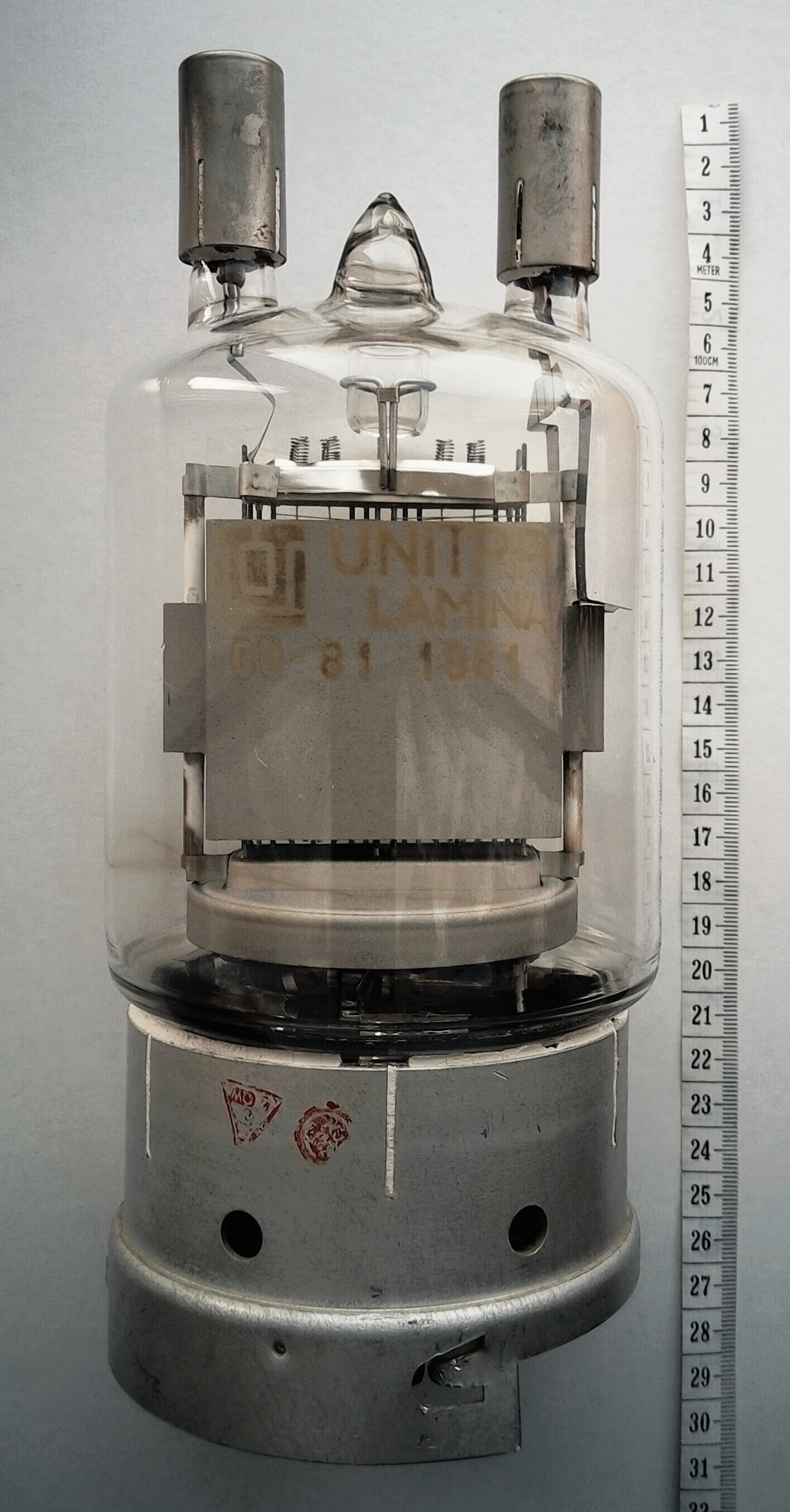
パワー五極管 GU-81、ソ連製で1970～80年代の軍用無線機に使われた。

## 四極管に対する利点
シンプルな四極管またはスクリーン・グリッド管は、以前の三極管よりも増幅率が大きく、出力が大きく、周波数能力が高かった。しかし、四極管では、カソードからの電子がアノード（アノード）に衝突することによってアノードから叩き出された二次電子（二次放出と呼ばれるプロセス）が、その比較的高い電位によってスクリーン・グリッドに流れることがある。陽極を離れるこの電子の流れは、正味の陽極電流Iaを減少させる。アノード電圧Vaが上昇すると、カソードからの電子はより多くのエネルギーでアノードに衝突し、より多くの二次電子を打ち消し、アノードから離れるこの電子の電流を増加させる。その結果、テトロ電極では、アノード電流Iaは、特性曲線の一部にわたって、アノード電圧Vaの増加とともに減少することがわかる。この特性（ΔVa/ΔIa < 0）は負性抵抗と呼ばれる。これはテトロ電極が不安定になる原因となり、状況によってはダイナトロン振動と呼ばれる出力の寄生振動を引き起こす。
Tellegenによって導入された五極管は、スクリーン・グリッドと陽極の間にサプレッサー・グリッドと呼ばれる追加の電極（第3のグリッド）を持ち、二次放出電子の問題を解決する。 サプレッサー・グリッドには低い電位が与えられており、通常は接地されているか、カソードに接続されている。 陽極からの二次放出電子は、サプレッサー・グリッドの負電位によってはじかれるため、スクリーン・グリッドには到達できず、陽極に戻る。 カソードからの一次電子は運動エネルギーが高いため、サプレッサー・グリッドを通過して陽極に到達することができる。 したがって、五極管はより高い電流出力とより広い振幅の出力電圧を持つことができる。

## 三極管との比較
- 五極管（および四極管）は、第2グリッドの遮蔽効果により、帰還キャパシタンスがかなり低くなる傾向がある。
- 五極管は、カソード電流がスクリーングリッドとアノードの間でランダムに分割されるため、ノイズ（パーティションノイズ）が高くなる傾向がある、
- 三極管は、負帰還がない場合、五極管に比べて内部アノード抵抗が低いため、オーディオ出力回路に使用した場合の減衰率が高くなる。 そのため、同じトランスコンダクタンス[6]の五極管に比べて、三極管から得られる潜在的な電圧増幅率も低下し、通常、五極管を使って、より低い電力駆動信号で、より効率的な出力段を作ることができる。
- 五極管は電源電圧の変化にほとんど影響されないため、三極管よりも安定度の低い電源でも動作する。
- 五極管と三極管（および四極管）は、アノード電圧を一定に保った場合、グリッド（1つの）入力電圧とアノード出力電流の関係が基本的に似ている。

## 使用方法

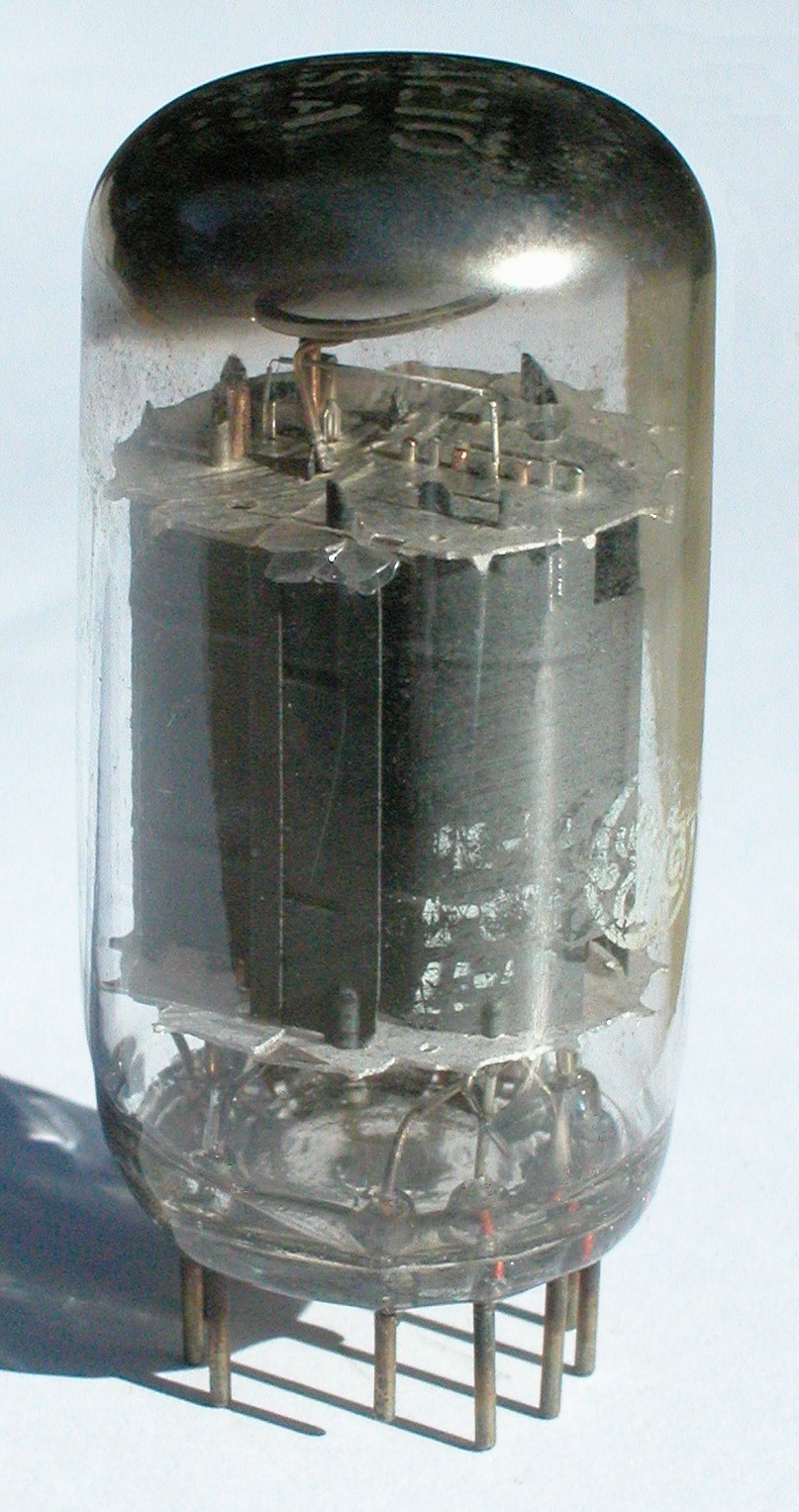
双五極管 12AE10（ゼネラルエレクトリック製）

五極管は、民生用ラジオ受信機で最初に使われた。よく知られた五極管タイプのEF50は、第二次世界大戦が始まる前に設計され、レーダーセットやその他の軍用電子機器に広く使用された。五極管は連合国の電子機器優勢に貢献した。
コロッサス・コンピューターとマンチェスター・ベイビーは、大量の五極管EF36を使用していた。その後、コンピューター機器用に特別に7AK7が開発された。
第二次世界大戦後、五極管はテレビ受信機、特にEF50の後継機であるEF80が広く使われた。真空管は1960年代にトランジスタに取って代わられた。しかし、高出力の無線送信機や、（そのよく知られたバルブ・サウンドのため）高級オーディオ分野およびプロフェッショナル・オーディオ・アプリケーション、マイク・プリアンプ、エレキギター・アンプなど、特定の用途では使われ続けている。旧ソビエト連邦の国々に大量に備蓄されたこのようなデバイスは、GU-50送信管のように、他の目的で設計されながらオーディオ用に適合されたものもあり、継続的に供給されている。

## 三極接続五極管回路
五極管は、スクリーン・グリッド（グリッド2）をアノード（アノード）に接続することができ、その場合、相応の特性（アノード抵抗が低い、ミューが低い、ノイズが低い、必要な駆動電圧が高い）を持つ通常の三極管に戻る。この場合、デバイスは「3極接続」と呼ばれる。これは、オーディオマニアの五極管アンプ回路のオプションとして提供されることがあり、三極管パワーアンプに求められる「音の質」を与える。 スクリーン・グリッドの電力や電圧の定格を超えないように、また局部発振を防ぐために、スクリーン・グリッドと直列に抵抗を入れることがある。三極管接続は、「真の」パワー三極管の出費を避けたいオーディオマニアにとって有用なオプションである。